# ستيف جوبز (فلم)
ستيف جوبز هو فيلم سيرة ذاتية مبني على حياة مؤسس شركة أبل ستيف جوبز، من بطولة مايكل فاسبندر بدور جوبز، وكيت وينسليت وسيث روغن وجيف دانييلز. الفيلم من إخراج داني بويل وسيناريو آرون سوركين (أستوحاه من كتاب ستيف جوبز للصحفي والتر إيزاكسون، فضلا عن مقابلات أجراها سوركين). احداث الفيلم تقع قبل إطلاق أبل لثلاثة منتجات رئيسية هي: ماكنتوش ونيكست كومبيوتر وآي ماك جي 3.
التصوير بدأ في 16 يناير 2015، في البيت الذي قضى فيه جوبز طفولته والمرآب الذي انشئ فيه جوبز شركة ابل في لوس ألتوس، سانتا كلارا، كاليفورنيا. عرض الفيلم لأول مرة في مهرجان تيلورايد السينمائي بتاريخ 5 سبتمبر 2015. صدر في الولايات المتحدة بتاريخ 9 أكتوبر 2015، و29 أكتوبر بالشرق الأوسط. حصلت كيت وينسليت على جائزة أفضل ممثلة مساعدة في حفل توزيع جوائز الغولدن غلوب الثالث والسبعون. فاسبندر ووينسليت كلاهما مرشحين لجائزتي أفضل مثل وأفضل ممثلة مساعدة في حفل توزيع جوائز الأوسكار الثامن والثمانون.

## قصة الفيلم
الفيلم سيتألف من ثلاث محطات رئيسية فاصلة في حياة جوبز، الأولى مع تقديمه أول جهاز ماك عام 1984، الثانية مع أول جهاز من شركته الثانية NeXT عام 1988، والثالثة مع أول جهاز أي ماك مع عودته لشركة أبل

## الادوار
- مايكل فاسبندر بدور ستيف جوبز مؤسس شركة ابل
- سيث روجن بدور ستيف وزنياك شريك جوبز في الشركة
- جيف دانييلز بدور جون سكالي الرئيس التنفيذي لشركة ابل 1983-1993 والرئيس التنفيذي السابق لبيبسي كولا
- كيت وينسلت بدور جوانا هوفمان، مديرة مبيعات الماكنتوش
- بيرلا هاناي-جاردين بدور ليزا برينان جوبز (ابنة ستيف جوبز)

## الاستقبال

### شباك التذاكر
فشل الفيلم في شباك التذاكر حيث وصلت إيراداته إلى 28 مليون $، مقابل ميزانية 30 مليون $.

### رأي النقاد
تلقى الفيلم مراجعات إيجابية جداً من قبل النقاد. الفيلم حصل على تقييم 86% على موقع الطماطم الفاسدة، بناءً على 162 مراجعة، مع متوسط تقييم 7.5/10. الأجماع النقدي في الموقع نص على: مثل شركة التكنولوجيا العملاقة التي شارك في تأسيسها، ستيف جوبز يجمع ناس رائعين لتقديم منتج يناقض التعقيدات المتشابكة في صميمه." ميتاكريتيك أعطى الفيلم 81 من 100 بناءً على 42 مراجعة نقدية. حسب موقع سينما سكور، أعطى جمهور السينما الفيلم متوسط درجة "-A" على مقياس من A+ إلى F.

## روابط خارجية
- الموقع الرسمي
- مقالات تستعمل روابط فنية بلا صلة مع ويكي بيانات